# Tephrina sengana
Tephrina sengana là một loài bướm đêm trong họ Geometridae.